# Осадчее (Воронежская область)
Оса́дчее — село в Репьёвском районе Воронежской области России. Административный центр Осадчевского сельского поселения.

## География
Село находится на расстоянии 9 км от села Репьёвка, административного центра района, и 70 км к юго-западу от города Воронеж, административного центра области.

### Часовой пояс
Село Осадчее, как и вся Воронежская область, находится в часовой зоне МСК (московское время). Смещение применяемого времени относительно UTC составляет +3:00.

## История
В 1860 году в селе была построена церковь Казанской иконы Божией Матери, перестроенная в 1916 году.

## Население
| 1859 | 1897  | 2010 |
| ---- | ----- | ---- |
| 1804 | ↗2070 | ↘346 |

## Улицы
В селе имеются две улицы: Мира и Пионерская.